# 魏庄镇 (怀远县)
魏庄镇，是中华人民共和国安徽省蚌埠市怀远县下辖的一个乡镇级行政单位。

## 行政区划
魏庄镇下辖以下地区：
魏庄村、年庙村、魏南村、胡巷村、方坝村、胡郢村、马厂村、大郢村、张店村、友谊村、蒋湖村和湖东村。